# 日刊自動車新聞
日刊自動車新聞（にっかんじどうしゃしんぶん）は、1929年（昭和4年）創刊の世界最大級の自動車業界紙。
日本国内外の自動車業界動向を取り扱う。東京本社を中心に札幌から福岡まで全国7支社・12支局をネットワーク。主に朝日新聞（一部地域は中日新聞、中国新聞）から朝刊配達体制をとっている。

## 発行所・沿革
株式会社 日刊自動車新聞社
- 1929年2月 - 日本最初の自動車専門紙として「日刊自動車新聞」を創刊
- 1932年4月 - 日本初の自動車展を日比谷公園で開催。以降、戦時中の中断を除き毎年開催。
  - のちの1954年に自動車工業4団体にその開催を譲り、現在も日本自動車工業会により「JAPAN MOBILITY SHOW」として継続開催されている。
- 1956年10月 -「自動車と服装のファッションショー」東京・宝塚劇場で開催
- 1957年
  - 6月 -オーナードライバーを対象とした日曜版を創刊。
  - 7月 - 海外向け自動車専門英字紙「ジャパンオートモティブニューズ」を創刊、世界138カ国に配布。
- 1959年5月 - オーナードライバー団体「日本モータリストクラブ」（JMC）を結成し、ラリーなど各種行事を展開。
- 1960年5月 - 片瀬江ノ島で第1回「外車ショー」を開催。
- 1972年3月 - 東京都港区海岸に新本社ビル竣工。
- 1974年12月 -「75国際モーターショー東京」を国際貿易センターで開催。
- 1976年6月 - 新株主による増資完了。
- 1993年3月 - 第1回国際オートリサイクルショーを幕張メッセで開催。
- 1996年10月 - オート・リペア&メンテナンスショー96を東京ビッグサイトで開催。
- 1998年4月 - 自動車整備専門誌「月刊カードック」（現『整備戦略』）を創刊。
- 1998年5月 - ウェルフェア（国際福祉健康産業展）を名古屋のポートメッセで開催。
- 1999年12月 - 第1回大阪モーターショーをインテックス大阪で開催。以降、東京モーターショー開催に合わせて隔年開催、読売新聞・テレビ大阪などとの共催。
- 2000年6月 - 自動車産業オピニオン誌「Mobi21」を創刊
- 2006年4月 - 韓国の自動車産業紙「韓経自動車新聞」と業務提携。
- 2008年8月 -「日刊自動車新聞」の電子版「ネットDe日刊自動車新聞」を発行。ネットで新聞紙面の状態のまま読める一般紙を含む新聞業界では先進のサービスを開始した。
- 2009年2月 - 創刊80周年を記念し、有楽町マリオンで記念シンポジウムを開催。奥田碩トヨタ取締役相談役（当時）などが講演。

## 出版物
- 「自動車年鑑」（日本自動車会議所と共編）を毎年刊行しているほか、「輸入車ガイドブック」も発行していた（かつては日本自動車輸入組合監修だった）。また、月刊誌として「整備戦略」を毎月25日に発行・発売している。さらに、全国の中古車オークション（AA)会場で無料配布するフリーペーパー「ユーカービジネス」がある。

## 人物
- 牧野茂雄